# Argie
«Argie» apócope derivado de Argentina o indicativo de una persona de origen argentino, utilizado principalmente por los isleños de habla inglesa del archipiélago de las Islas Malvinas en el Océano Atlántico sur. El término Argie ha sido popularizó en los años 80 entre los angloparlantes durante el periodo del conflicto bélico entre Argentina y el Reino Unido del 2 de abril de 1982.